# Roman Szergejevics Zobnyin
Roman Szergejevics Zobnyin (oroszul: Роман Сергеевич Зобнин; Irkutszk, 1994. február 11.) orosz válogatott labdarúgó, jelenleg a Szpartak Moszkva játékosa.

## Pályafutása

### Klubcsapatban
2011. január 30-án debütált az Akagyemija-Lada-M csapatában az FK Ufa csapata ellen. 2013. július 19-én a Gyinamo Moszkva színeiben az Anzsi Mahacskala ellen mutatkozott be. 2016. június 15-én aláírt a Szpartak Moszkva klubjához.

### A válogatottban
2015. március 31-én mutatkozott be a felnőtt válogatottban Kazahsztán ellen Fabio Capello irányítása alatt. Bekerült a hazai rendezésű 2018-as labdarúgó-világbajnokságon részt vevő orosz keretbe.

## Statisztika

### Válogatott
| Válogatott  | Szezon   | Mérkőzés | Gól |
| ----------- | -------- | -------- | --- |
| Oroszország | 2015     | 1        | 0   |
| Oroszország | 2016     | 5        | 0   |
| Oroszország | 2017     | 3        | 0   |
| Oroszország | 2018     | 5        | 1   |
| Összesen    | Összesen | 14       | 0   |

## Sikerei, díjai
- Szpartak Moszkva:
  - Orosz bajnok: 2016–17
  - Orosz szuperkupa: 2017